# تی. ئی باریج
تی. ئی باریج (انگلیسی: T. E. Burridge; ۳۰ آوریل ۱۸۸۱ – ۱۶ سپتامبر ۱۹۶۵) بازیکن فوتبال اهل بریتانیا بود.
وی به‌همراه تیم فوتبال المپیک بریتانیای کبیر به مدال طلا مسابقات فوتبال در بازی‌های المپیک تابستانی ۱۹۰۰ دست پیدا کرده‌است.